# Juhfark
Juhfark (deutsch: Lämmerschwanz) ist eine autochthone ungarische Weißweinsorte. Sie wurde bis zum Einfall der Reblaus Ende des 19. Jahrhunderts in weiten Teilen Ungarns angebaut, ist heute aber nur noch in der Weinbauregion Somló verbreitet. Im Jahr 2011 betrug die Rebfläche 186 Hektar.
Der Name Juhfark und dessen wörtliche Übersetzung Lämmerschwanz leitet sich von der langen, zylindrischen Form der Trauben ab, die sich an ihrem Ende krümmen. Die Rebe bringt relativ hohe Erträge, ist aber auch frostempfindlich und anfällig gegenüber dem falschen Mehltau. In Somló transportiert die Juhfark den mineralischen und intensiven Charakter des Vulkangesteins, während sie auf kalkreichen Böden leichtere Weine hervorbringt. Die trockenen Weißweine weisen einen hohen Säureanteil auf und werden als „relativ neutral“ und rustikal beschrieben. Im Fass gereift und belüftet bringt die Juhfark allerdings elegante und komplexe Weine hervor.
Zu den Synonymen für Juhfark zählen Bacsó, Balaton szőlő, Dünnschalige und Papai.